# Isla Gran Malvina

Mapa de las Malvinas, a la izquierda, la isla Gran Malvina.

La isla Gran Malvina (en inglés: West Falkland Island, lit Isla Falkland Occidental) es la segunda isla por extensión del archipiélago de las Malvinas en el sur del océano Atlántico en América del Sur. Cuenta con una superficie de aproximadamente 4532 km² (5413 km² incluyendo las pequeñas islas adyacentes). Es una isla que presenta un terreno montañoso, separada de la isla Soledad por el estrecho de San Carlos. La montaña más alta de la isla es el monte Independencia (o monte Adam) de 700 m s. n. m.
La isla generalmente posee una población que ronda los doscientos habitantes, esparcidos en las áreas costeras. El poblado más importante es Port Howard, conocido también como Puerto Mitre en la toponimia argentina, ubicado en la costa este, que habitualmente tiene unos quince residentes y cuenta con su propia pista de aterrizaje. Otros sitios poblados son Albermarle, Chartres, Director Dunnose, Bahía Fox —subdividido en dos establecimientos cercanos: Bahía Fox Este y Bahía Fox Oeste—, Caleta de la Colina, Puerto Stephens y Ensenada Roy, la mayoría de ellos unidos por caminos. Algunos poseen pistas de aterrizaje y muelles.
Durante la guerra de las Malvinas, el 5 de abril de 1982 la isla Gran Malvina fue ocupada por la Compañía de Ingenieros 9 del Ejército Argentino luego de un desembarco en Bahía Fox. Hubo escasas acciones de combate en esta isla, como la escaramuza de Many Branch Point, ocurrida el 10 de junio. Luego de finalizar la guerra, fueron instalados dos puestos de la Real Fuerza Aérea: Mount Alice y Mount Byron. 
La economía se basa en las granjas de ovejas y en el turismo. La isla es conocida por sus pingüinos y colonias de cormoranes. La pesca es también popular en los dos ríos principales, el Warrah y el Chartres.
El punto más austral de la Gran Malvina es el cabo Belgrano, mientras que el más boreal es la punta Tamar. En el sur existen altos acantilados donde abundan las aves marinas y en el oeste hay arenosas playas con aguas limpias y dunas onduladas con pastos altos. Las playas son un lugar preferido por los elefantes marinos.
La isla se encuentra, como el resto del archipiélago, administrada por el Reino Unido como parte del Territorio Británico de Ultramar de las Islas Malvinas. Para la Argentina, que la reclama, forma parte del departamento Islas del Atlántico Sur dentro de la provincia de Tierra del Fuego, Antártida e Islas del Atlántico Sur.